# Reinshagen (Morsbach)
Reinshagen ist ein Ortsteil von Morsbach im Oberbergischen Kreis im südlichen Nordrhein-Westfalen innerhalb des Regierungsbezirks Köln.

## Lage und Beschreibung
In ländlicher, waldreicher Umgebung liegt Reinshagen am südlichsten Zipfel des Oberbergischen Kreises. Die Städte Gummersbach (38 km), Siegen (35 km) sowie Köln (75 km) sind in wenigen Autominuten zu erreichen.
Benachbarte Ortsteile sind Breitgen im Norden, Oelmühle im Osten, Überholz im Süden, und Vierbuchen im Westen. 

## Geschichte

### Erstnennung
1464 wurde der Ort das erste Mal urkundlich erwähnt, und zwar „In einem Namensverzeichnis von homburgischen Beamten und Einwohnern wird Dietrich zu Reinshain aufgeführt.“ 
Die Schreibweise der Erstnennung war Reinshain.

## Freizeit

### Vereinswesen
- Dorfgemeinschaft Reinshagen